# Auricalcita
L'auricalcita és un mineral de la classe dels carbonats. Va ser descrita per primera vegada el 1839 per Böttger, que va anomenar el mineral pel seu contingut de zinc i coure, όρειχαλκος en grec, ja que significa 'de llautó de muntanya' o 'coure de muntanya', el nom d'un metall fabulós. La localitat tipus és la mina Loktevskoye, Alta Loktevka River, Rudnyi Altai, Altaiskii Krai, Sibèria occidental, Rússia.

## Característiques
Es tracta d'un mineral que cristal·litza en el sistema monoclínic, i que té una duresa molt baixa, en l'escala de Mohs. El seu hàbit cristal·lí característic és en forma de petites agulles formant radis divergents. La ratio entre el zinc i el coure que conté és d'aproximadament 5:4.
Segons la classificació de Nickel-Strunz, l'auricalcita pertany a «05.BA: carbonats amb anions addicionals, sense H₂O, amb Cu, Co, Ni, Zn, Mg, Mn», juntament amb els minerals següents: atzurita, georgeïta, glaucosferita, kolwezita, malaquita, mcguinnessita, nul·laginita, pokrovskita, rosasita, zincrosasita, txukanovita, hidrozincita, holdawayita, defernita, loseyita i sclarita.

## Formació i jaciments
L'auricalcita es troba normalment a les zones oxidades dels dipòsits de coure i zinc. Els minerals associats inclouen: rosasita, smithsonita, hemimorfita, hidrozincita, malaquita i atzurita.
Se n'han trobat jaciments a Alemanya, l'Argentina, Austràlia, Àustria, Bèlgica, el Canadà, Eslovàquia, Eslovènia, Espanya, els Estats Units, França, Grècia, Hongria, l'Iran, Irlanda, Itàlia, el Japó, el Kazakhstan, Madagascar, el Marroc, Mèxic, Namíbia, Noruega, Nova Caledònia, el Perú, Polònia, Portugal, el Regne Unit, la República del Congo, la República Democràtica del Congo, la República Txeca, Romania, Rússia, Sud-àfrica, Suècia, Suïssa, Turquia, el Vietnam, Xile, la Xina, Zàmbia i Zimbàbue. A Catalunya s'ha trobat auricalcita a les mines Monsant, a Hortsavinyà (Maresme, Barcelona), les mines Liat, a Arres (Vall d'Aran, Lleida), la mina Margalida, a Bossòst (Vall d'Aran, Lleida), la mina Victòria, a Vielha e Mijaran (Vall d'Aran, Lleida), Prullans (Cerdanya, Lleida), la mina Balcoll, a Falset i la mina Bessó, a Ulldemolins (Priorat, Tarragona).

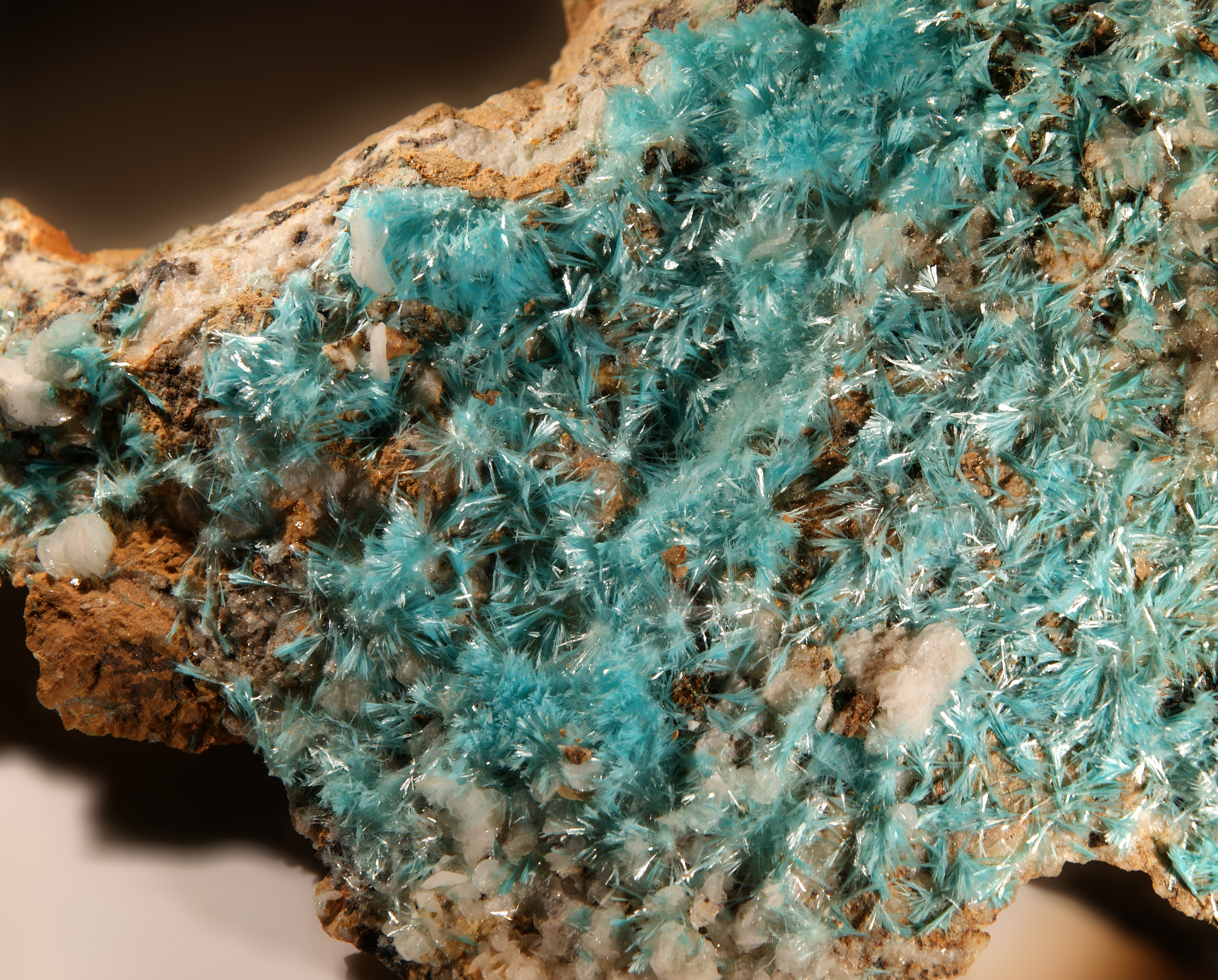
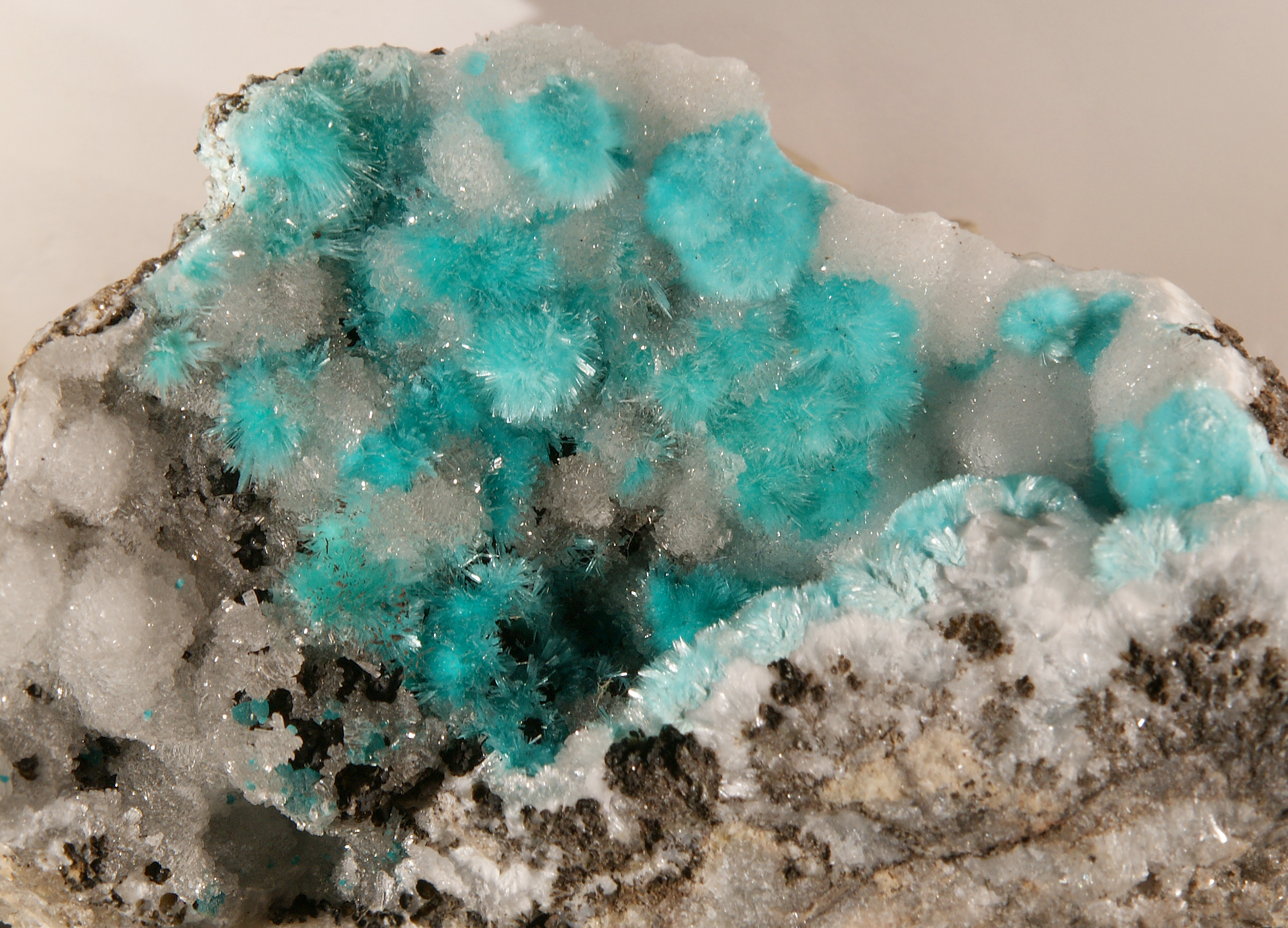